# Freedom (tijdschrift)

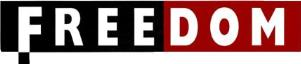
Logo van Freedom

Freedom is een Engelstalig anarchistisch tijdschrift, dat door uitgeverij Freedom Press in Londen uitgegeven wordt. Het tijdschrift verscheen voor het eerst in 1886, als opvolger van het tijdschrift The Anarchist.
Sinds 2014 is de gedrukte uitgave verdwenen en wordt het alleen nog via internet verspreid.